# ماساكازو نيشيدا
ماساكازو نيشيدا (西田雅一 نيشيدا ماساكازو) هو مؤدي اصوات ياباني ولد في 1 نوفمبر في طوكيو.

## أدواره في الأنمي

### مسلسلات انمي تلفزيونية
- جانسلينجر ستراتوس - كيوما كاتاغيري
- هايكيو!! الموسم الثاني - يوشيكي توادا
- أكاديميتي للأبطال - ميزو شوجي، إكتوبلازم
- كونكريت ريفولوتيو: فنتازيا الخوارق - أكيرا شيروتا/غروس أوغن
- كونكريت ريفولوتيو: فنتازيا الخوارق THE LAST SONG - أكيرا شيروتا/غروس أوغن
- دي جرايمان HALLOW - تيكي ميك
- لوغ هورايزون - آينس، موتشيو
- جاندام بيلد فايترز تراي - شيمون إيزونا
- دريفترز - كافيت
- ميزان نيل أدميراري - أراتا كيجيتاني
- طوكيو غول:re - هانبي أبارا

### أنمي الإنترنت
- نينجا سلاير فروم أنيميشن - رابتشر

## أدواره في ألعاب الفيديو
- أكاديميتي للأبطال: باتل فور أول - ميزو شوجي